# Nobilissimam Sacrarum

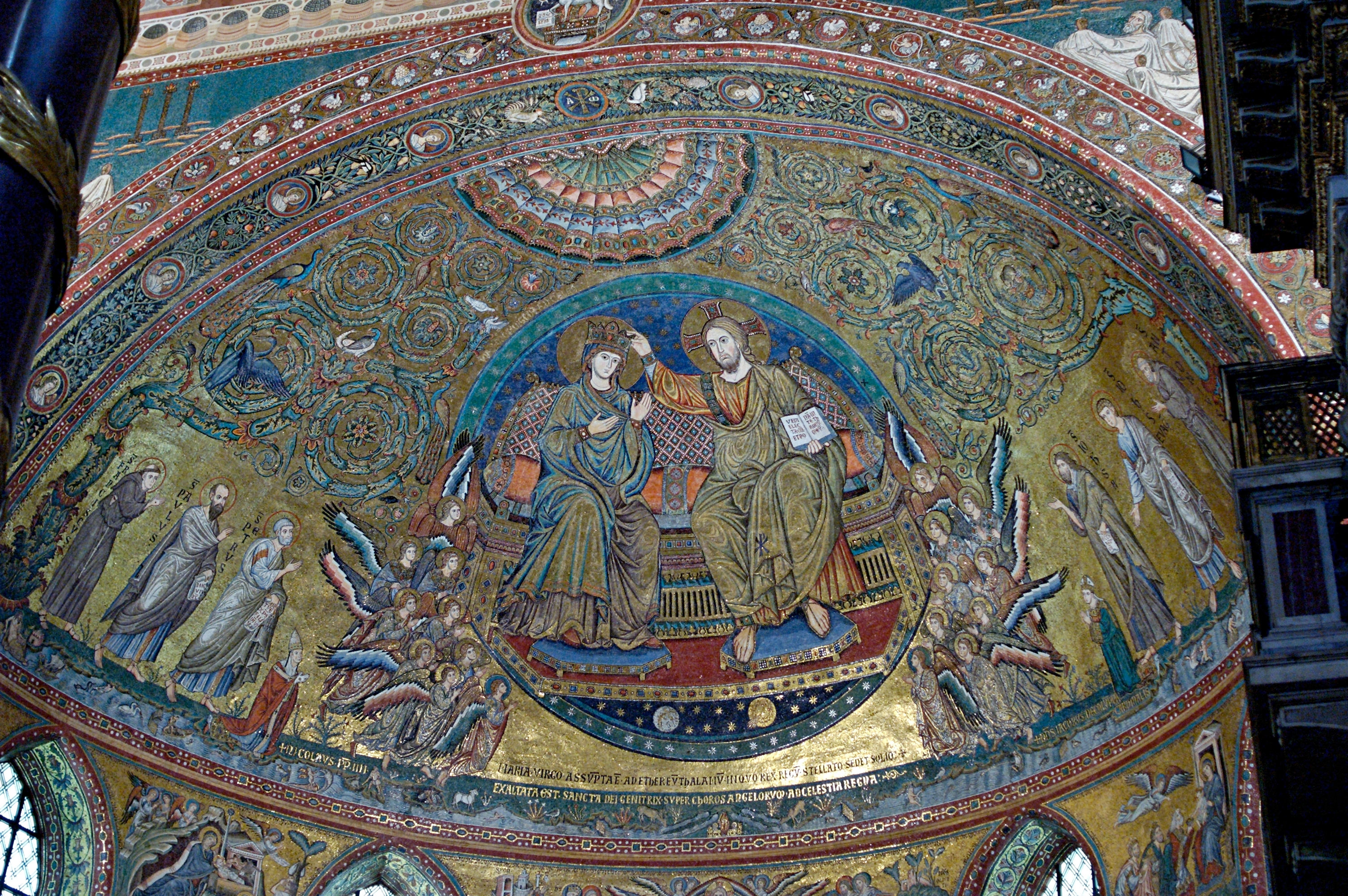
Jezus kroont Maria, mozaïek in de koepel van de Santa Maria Maggiore

Nobilissimam Sacrarum (Latijn voor De alleredelste Tempel) is een bij motu proprio uitgegeven brief van paus Benedictus XV van 8 april 1917, het Hoogfeest van Pasen, met betrekking tot de Romeinse Basiliek van Maria de Meerdere. De paus begint zijn brief met een lofrede op deze kerk, gesticht door paus Sixtus III, ter nagedachtenis aan het Concilie van Efeze en vooral aan de uitkomsten daarvan ten aanzien van de positie van Maria als Moeder van Christus. Ook verwijst de paus naar paus Liberius, die - althans volgens de overlevering - een eerdere kerk op dezelfde plaats had gebouwd, ter nagedachtenis aan de Onze-Lieve-Vrouwe ter Sneeuw. Sinds de oprichting van deze basiliek, de alleredelste Tempel, hebben alle pausen zich met speciale aandacht op haar welbevinden gericht, aldus de paus. 
Vervolgens bepaalt de paus dat vanaf nu de studenten van het Collegio Capranica, niet toevallig het seminarie waar de paus zelf studeerde, zullen worden betrokken bij de viering van de erediensten in deze basiliek. Hiertoe bepaalt de paus allerlei nadere regelingen. Zoals dat de studenten vrij krijgen van hun studie om te dienen tijdens bijvoorbeeld de Hoogmis of de Vespers. De paus verordonneerd ook dat er in de sacristie van de basiliek ruimte moet worden gemaakt om de koorkledij van de Capranica-studenten onder te brengen. Om de band tussen het College en de Basiliek nog verder te versterken bepaalt de paus dat de rector van het College ambtshalve kanunnik van het kapittel van de basiliek zal worden. 
Ten slotte decreteert de paus dat deze regelingen zullen gelden voor altijd.